# Boris Praunsperger
Boris Praunsperger (Zagreb, 19. studenog 1907. – Zagreb, 8. kolovoza 1978.), hrvatski magistar farmacije, mecena, svestrani sportaš, nogometaš i nogometni reprezentativac te sportski djelatnik.

### Reprezentativna karijera
Za nogometnu reprezentaciju Kraljevine Jugoslavije odigrao je jednu utakmicu i postigao jedan pogodak.